# Tupik
Tupik (in russo Тупик?) è un villaggio della Russia, centro amministrativo del distretto Tungiro-Olëkminskij del Territorio della Transbajkalia.
Il villaggio si trova sulla riva destra del fiume Bugarichta alla sua confluenza nel Tungir, 100 km a nord della città di Mogoča e  710 km a nord-est di Čita.